# Marast
Marast is een gemeente in het Franse departement Haute-Saône (regio Bourgogne-Franche-Comté) en telt 42 inwoners (2011). De plaats maakt deel uit van het arrondissement Lure.
Kenmerkend voor Marast is de abdij met romaanse kerk. De bouw hiervan is begonnen in 1120 na Chr. in een onbewoond moeras. Na een periode van verval is deze kerk inmiddels volledig gerestaureerd. Het geldt als een uniek voorbeeld van de romaanse bouwkunst met enige Duitse invloeden. In de kerk bevinden zich nog enige middeleeuwse grafstenen van plaatselijke adel. Het uiterst kleine dorp is ontstaan om de abdij.
De abdij is gebouwd in typische cisterciënzer stijl op een voor dergelijke kloosters karakteristieke plaats in de buurt van stromend water. Naast het gebouw ontspringt een bron. De oorspronkelijke kruisgang is reeds in de achttiende eeuw verdwenen door verwaarlozing. In de negentiger jaren van de twintigste eeuw is met name de priestervleugel ingestort. De toenmalige eigenaren hebben het gebouw volstrekt aan de elementen prijsgegeven.
Inmiddels is het gebouw in nieuwe handen overgegaan met goede hoop dat het de komende jaren hersteld kan worden. Zowel kerk als klooster zijn inmiddels Franse rijksmonumenten. De abdij is gebouwd op de pelgrimsroute vanuit Duitsland en Zwitserland naar het Noord-Spaanse Santiago de Compostella en fungeerde ooit als tussenstop voor pelgrims.

## Geografie
De oppervlakte van Marast bedraagt 3,1 km², de bevolkingsdichtheid is dus 13,5 inwoners per km².
De onderstaande kaart toont de ligging van Marast met de belangrijkste infrastructuur en aangrenzende gemeenten.

## Demografie
Onderstaande figuur toont het verloop van het inwonertal (bron: INSEE-tellingen).